# Собор Святого Варфоломея
Собор Святого Варфоломея (чеш. Katedrála svatého Bartoloměje) — кафедральный собор в Пльзене.

## История собора
Начало строительства костёла связывают с закладкой города «Новый Пльзень» Вацлавом II в 1295 году. С закладкой города было принято решение и о создании двух храмов, один для доминикацев, второй для францисканцев. Первое упоминание о проведённой мессе в ещё недостроенном храме относится к 2 мая 1307 года.
Практически с самого основания собора, в 1322 году чешским королём Иоанном Люксембургским он был передан под духовное управление Тевтонскому ордену, которое продлилось более двух столетий, до 1546 года.
Башня собора высотой 102,26 м, во время своего создания была вторым высочайшим сооружением, и до сих пор она делает собор Святого Варфоломея высочайшим религиозным сооружением Богемии. На высоте 62 метров расположена смотровая площадка, с 2001 года обнесённая специальной защитной сеткой из-за частых попыток самоубийств. К смотровой площадке ведёт 301 ступенька, в ясную погоду с площадки открывается вид на десятки километров. Длина здания — 57,4 м, ширина — 26,0 м.
Одна из святынь собора и объект паломничества — статуя Пльзенской Девы Марии. Автор скульптуры неизвестен, скульптуру датируют примерно 1390 годом. Уже во второй половине XIV начале XV веков, во времена Гуситских войн были созданы множество копий данной скульптуры, это была так называемая «эпоха красивых мадонн». Возможно, в этот период образ Пльзенской Мадонны рассматривался как один из символов католической веры во время религиозных беспорядков. Скульптура вытесана из песчанистого мергеля, имеет высоту 134 сантиметра. В настоящее время скульптура украшает углубление в главном алтаре, реконструкцию которого выполнили в 1883 году по проекту известного архитектора Йосефа Моцкера в неоготическом стиле. Известно, что примерно к 1750 году в храме насчитывалось 33 алтаря.
Пресвитерий является самой старой частью храма из сохранившихся в первозданном виде, он был построен в тридцатые годы XIV столетия. Около 1476 года было завершено строительство трёхнефного зала и внутренне пространство храма примерно достигло нынешних размеров. Во время правления Карла IV было завершено строительство одной башни, несмотря на то, что были заложены две.
В 1993 году была создана епархия Пльзеня, а костёл получил статус кафедрального собора.

## Площадь перед собором
В XVI веке недалеко от костёла была построена Городская ратуша. Костёл окружало кладбище, в 1784 году снесённое по решению императора Иосифа II, образовавшуюся на его месте площадь Республики замостили булыжником.
В июле 2010 года на площади были установлены три позолоченных фонтана в современном стиле.